# 大口擬珍燈魚
大口擬珍灯鱼（学名：Lampanyctodes hectoris）为輻鰭魚綱燈籠魚目灯笼鱼科的其中一種。分布于東大西洋及太平洋區，包括安哥拉、納米比亞、南非、紐西蘭、澳洲、智利等海域，為深海魚類，體長可達7公分，可加工成魚粉。